# 肌肉颤搐
肌肉颤搐（英語：myokymia）或肌颤、肌纤维颤搐、肌颤搐，是一种不自主的、自发性的局部肌肉或肌肉群抖动现象。
肌颤发生时，一块或一群肌肉的肌纤维在数厘米范围内发生小幅度、小范围、缓慢、持续、不规则的波动性颤动。这种连续的不同部位的肌纤维活动形成波动样、虫蠕样或水波纹样运动，触之有滚动感，运动可加重或诱发，休息或睡眠时仍可持续存在。可见于特发性肌肉颤搐、神经性肌强直、艾萨克综合征等。
肌颤和痉挛不同的是，肌肉的颤搐现象所产生的力并不足以使关节移动。英语 myokymia 常会被用来指代眼睑肌颤的情况（俗称“眼皮跳”），该现象在普通人身上时常发生，通常持续时间很短，但也有可能持续三周。